# جيف ألم
جيف ألم (بالإنجليزية: Jeff Alm) هو لاعب كرة قدم أمريكية أمريكي، ولد في 31 مارس 1968، وتوفي في 14 ديسمبر 1993 في هيوستن في الولايات المتحدة.

## وصلات خارجية
- جيف ألم على موقع مرجع كرة القدم المحترفة.كوم (الإنجليزية)